# Black Heaven
Black Heaven ist ein deutsches Musikprojekt aus dem Bereich Electropop.

## Geschichte
Black Heaven wurde im Jahr 2001 vom deutschen Musiker und Künstler Martin Schindler gegründet. Ein Jahr zuvor hatte Schindler bereits das Metal-Projekt Mantus ins Leben gerufen. Mit Black Heaven wollte er die Idee umsetzen stärker mit elektronischen Elementen zu arbeiten, als es bei einem Metal Projekt möglich ist. Atmosphärisch ist die Musik in der Schwarzen Szene anzusiedeln, wo auch die meistens Fans zu finden sind.
Um einen alternierenden Gesang mit weiblicher Stimme realisieren zu können, ist, wie bei Mantus, die Sängerin Tina Schindler („Thalia“), Schwester von Martin Schindler, Bestandteil des Projektes. Alle Instrumente und elektronischen Sounds werden von Martin Schindler eingespielt. Es handelt sich bei Black Heaven um reine Studioproduktionen, entsprechend gibt es auch keine Liveauftritte.
Über die Wahl des Bandnamens selbst sagt Schindler: „Generell ist mir bei den Bandnamen immer wichtig, dass der entsprechende Name die Atmosphäre der Musik einfängt und vielleicht auch wiedergeben kann. Bei Black Heaven ist es einfach die Metapher von einem schwarzen, leeren Himmel. Und das verkörpert diese Musik: Hoffnungslosigkeit, Einsamkeit und auch Gottlosigkeit.“

## Stil
Balladen wechseln sich mit kraftvollen Stücken ab. Neben Synthesizer-Elementen und einer generell eher elektronischen Ausrichtung sind auch Metal-Elemente wie E-Gitarren oder Hip-Hop-Einflüsse (bspw. in Seelenlos) in den Stücken zu finden. Im Vordergrund steht meist ein prägnanter Beat im 4/4-Takt, weswegen einige Stücke auch Ähnlichkeiten mit Future Pop haben.

## Diskografie

### Alben
- 2001: Chapter 1 (CD; Sad Eyes / Trisol Music Group)
- 2002: Obscurity (CD; Sad Eyes / Trisol Music Group)
- 2004: Trugbild (CD/2xCD; Sad Eyes / Trisol Music Group)
- 2007: Kunstwerk (CD/2xCD; Scanner / Schwarzrock)
- 2008: Negativ (CD/14xWAV; Scanner / Schwarzrock)
- 2011: Dystopia (CD/12xWAV; Trisol Music Group)
- 2019: Suicide Songs (CD/12xAIFF; Trisol Music Group)

### Kompilationen
- 2009: History (2xCD; Trisol Music Group)

### EPs
- 2003: End of the World (CD; Sad Eyes / Trisol Music Group)